# 박팽년 선생 유허비
박팽년 선생 유허비(朴彭年 先生 遺墟碑)는 대한민국 대전광역시 동구 가양동에 있는 조선시대의 유허비이다. 1989년 3월 18일 대전광역시의 문화재자료 제8호로 지정되었다.

## 개요
유허비는 옛 선현의 자취를 살피어 후세에 전하고 그를 기리기 위하여 세우는 비로, 이 비는 조선시대 전기의 문신인 박팽년(1417∼1456) 선생의 행적을 기리고 있다.
박팽년은 사육신의 한 사람으로, 과거에 두 번이나 급제하여 우승지를 거쳐 형조참판이 되었다. 그 후 여러 관직을 거쳐 세종 때에는 신숙주·성삼문·유성원 등과 함께 집현전의 학사가 되어 왕의 총애를 받았다. 1455년 수양대군이 어린 조카인 단종의 왕위를 빼앗아 왕위에 오르자 성삼문 등과 함께 단종복위운동을 펴다 실패로 끝나고, 심한 고문으로 옥중에서 생을 마치었다. 이 후 그의 높은 절의를 기리어 ‘충정’이라는 시호를 내렸다.
비는 선생이 계시던 옛 건물터의 주춧돌들을 모아 세운 것으로, 사각받침돌 위로 비몸을 세우고 지붕돌을 올려놓은 모습이다. 현종 9년(1668)에 세웠으며, 우암 송시열이 지은 글에, 동춘당 송준길의 글씨로 하여 비문을 새겼다. 현종 13년(1672) 비각을 세우고 ‘장절정(壯節亭)’이라 이름하여 비를 보호하고 있다.

## 같이 보기
- 박팽년

## 참고 자료
- 박팽년선생유허비 - 국가유산청 국가유산포털